# Haret (cràter)
Haret és un petit cràter d'impacte que es troba a la regió sud de la cara oculta de la Lluna, enmig del triangle de cràters format per Bose al nord-est, Cabannes al sud-est i Abbe a l'oest. La regió pròxima al cràter és relativament plana, encara que està marcada amb nombrosos cràters recents en forma de bol.
La forma de Haret és generalment circular, amb una inflor exterior en el bord sud-oest on un cràter més petit s'ha fusionat amb la formació. Presenta un altre impacte encara més petit en el bord nord-est. El sòl interior ha estat inundat en el passat per lava basàltica, deixant el nivell interior i la vora exterior gairebé integrats per complet en el terreny circumdant. Vist des de lluny, el sòl interior manca de trets distintius, amb només un parell d'impactes petits que marquen la seva superfície.
Deu el seu nom al matemàtic i astrònom romanès Spiru Haret.

## Cràters satèl·lit
Per convenció, aquests elements s'identifiquen als mapes lunars col·locant la lletra al costat del punt central del cràter més pròxim a Haret.
|       | \| Haret \| Coordenades \| Diàmetre \| \| ----- \| -------------------------------------- \| -------- \| \| C \| 57° 12′ S, 172° 48′ O / 57.2°S,172.8°O \| 30 km \| \| I \| 55° 42′ S, 175° 30′ O / 55.7°S,175.5°O \| 27 km \| |          |
| Haret | Coordenades | Diàmetre |
| C     | 57° 12′ S, 172° 48′ O / 57.2°S,172.8°O | 30 km    |
| I     | 55° 42′ S, 175° 30′ O / 55.7°S,175.5°O | 27 km    |